# Nämdö
Nämdö est une île de l'archipel de Stockholm  en Suède,,.

## Présentation
L'île de Nämdö mesure environ sept kilomètres de long, deux kilomètres de large et se situe à environ 7 kilomètres à l'est de Stockholm. 
L'archipel de Nämdö compte des centaines d'îles, de criques et de récifs dans une zone qui s'étend du sud de Runmarö au nord jusqu'à Mörtö-Bunsö au sud. 
Avec une superficie de 10,46 km2 Nämdö est l'une des plus grandes de l'archipel de Stockholm. 
Elle est située dans la commune de Värmdö. 
L'église de Nämdö, qui est l'église paroissiale des paroisses de Djurö, Möja et Nämdö est située dans l'île.
À Nämdöskärgården, près d'une centaine de personnes vivent toute l'année, dont environ 25 vivent sur l'île principale et le reste est dispersé sur dix-huit îles environnantes.
Nämdö est une île interdite aux voitures et dotée de sentiers pédestres et cyclables. 
La route de gravier (route départementale AB 690) relie Östanviks au nord-est à Bunkvik au sud-est, sur environ cinq kilomètres, avec des embranchements vers Solvik, Sand et Västerby. 
À Solvik, il y a une épicerie, un restaurant et une station-service.
À Sand se trouvent l'ancienne école avec le musée de l'archipel (sv).
La ferme d'Östanvik pratique l'agriculture biologique.

## Nature
De vastes zones du nord de Nämdö font partie de la réserve naturelle de Nämdö, qui comprend également la partie sud d'Uvön, Rögrund et Stora Husarn, ainsi que de vastes zones maritimes du fjärd Nämdöfjärden.
Sur Nämdö, il y a deux lacs, Västerbyträsket au sud et Storträsket au nord-ouest.

## Accès
Des bateaux réguliers en provenance de Stavsnäs et de Saltsjöbaden accostent sur plusieurs quais de Nämdö et des îles environnantes.
Nämdö est sur le sentier de l'archipel de Stockholm, qui s'étend entre Arholma et Landsort.